# Thomas Schwab (Eishockeyspieler)
Thomas Schwab (* 24. Jänner 1983 in Zell am See, Österreich) ist ein österreichischer Eishockeyspieler (Stürmer), der links schießt. Seit 2009 steht er beim EC Oilers Salzburg unter Vertrag. Sein jüngerer Bruder Mathias ist ebenfalls Eishockeyprofi und steht beim EC Red Bull Salzburg unter Vertrag.

## Karriere
Schwab begann seine Karriere in der Saison 1999/2000 im Alter von 16 Jahren beim EK Zell am See in der Österreichischen Eishockey-Liga und spielte dort bis zur Saison 2003/2004.
Mit dem österreichischen U18-Nationalteam erreichte Schwab den zweiten Rang bei der U18-WM (Division I) 2001.
In der Saison 2004/2005 spielte er für den EC Red Bull Salzburg, bevor er zu Beginn der Saison 2005/2006 wieder zu seinem Heimatverein EK Zell am See zurückkehrte. Seit 2009 spielt er für den unterklassigen Verein EC Oilers Salzburg.

## Karrierestatistik
(Legende zur Spielerstatistik: Sp oder GP = absolvierte Spiele; T oder G = erzielte Tore; V oder A = erzielte Assists; Pkt oder Pts = erzielte Scorerpunkte; SM oder PIM = erhaltene Strafminuten; +/− = Plus/Minus-Bilanz; PP = erzielte Überzahltore; SH = erzielte Unterzahltore; GW = erzielte Siegtore; 1 Play-downs/Relegation; Kursiv: Statistik nicht vollständig)

## Sonstiges
Neben dem Eishockey schloss Schwab noch ein Jura-Studium erfolgreich ab.